# Zanzibarhaven
De Zanzibarhaven is een haven in het Amsterdamse Westelijk Havengebied ten oosten van de Westpoortweg en ten westen van de Afrikahaven.
Het kunstenaarsdorp Ruigoord ligt dicht bij de haven maar is vandaar uit niet toegankelijk. De haven werd gelijktijdig met de Afrikahaven gegraven en kwam gereed kwam in 2001. De Zanzibarhaven is een van de twee westelijke zijhavens van de Afrikahaven en is vijf meter diep.
De haven is vernoemd naar het tot het Tanzania behorende eiland Zanzibar.
| Havens en werven in het Amsterdamse havengebied |
| --- |
| · Afrikahaven Zanzibarhaven Madagascarhaven Amerikahaven Alaskahaven Cacaohaven Texashaven Aziëhaven Australiëhaven Tasmaniëhaven ADM-haven Westhaven Hornhaven Moezelhaven Mainhaven Beringhaven Suezhaven Bosporushaven Sonthaven Jan van Riebeeckhaven Usselincxhaven C. Reynierszhaven Adenhaven Ashaven Petroleumhaven Coenhaven Mercuriushaven Vlothaven Neptunushaven Minervahaven Houthaven Nieuwe Houthaven Bewaarhaven Oude Houthaven Sixhaven Ponthaven IJhaven Ertshaven Spoorwegbassin Entrepothaven Shipdock NDSM Oranjewerf Oranjesluizen P.W.Alexandersluis Noordzeekanaal IJ Dirk Metselaarhaven Isaac Baarthaven Wim Thomassenhaven |